# Lasiodora carinata
Lasiodora carinata là một loài nhện trong họ Theraphosidae.
Loài này thuộc chi Lasiodora. Lasiodora carinata được Carlos E. Valerio miêu tả năm 1980.